# Concile de Narbonne (589)
Pour les articles homonymes, voir Concile de Narbonne.
Le concile de Narbonne de 589 se déroule en novembre 589 et est convoqué par le roi des Wisigoths d'Hispanie Récarède le Catholique dans la partie de la Gaule qui était toujours sous domination wisigothique : la Septimanie.

## Histoire
Il y rassemble les évêques de Narbonne (capitale de la Septimanie), de Carcassonne, d'Elne, de Maguelone, d'Agde, de Béziers, de Lodève et de Nîmes. On y décide d'abord d'exécuter les décrets du troisième concile de Tolède tenu en mai de la même année ; ensuite on rédige quinze canons pour régler la discipline ecclésiastique. L'un d'eux stipule notamment que les diacres et les prêtres doivent savoir lire.
Le concile de Narbonne tenta d'éradiquer le paganisme persistant et défendit de fêter le jeudi comme étant un jour dédié à Jupiter. Par un canon du concile de Narbonne, outre la peine d'excommunication, on décerna une amende de six sous d'or contre tous ceux qui oseraient consulter ou retirer chez eux les devins et les sorciers.
Deux canons de ce concile nous apprennent qu'il y avait cinq peuples différents qui habitaient la Septimanie à cette époque : les Wisigoths, nommés en premier parce que c'était la nation dominante, les (Gallo-)« Romains », les Juifs, les Syriens et les Grecs. Ces deux derniers peuples n'étaient sans doute que des négociants du Levant que le commerce, alors très florissant dans plusieurs villes du pays et surtout dans celles de Narbonne et Agde, attirait dans la province.